# Быстрова, Елена Александровна
Елена Александровна Быстрова (1930—2011) — советский и российский учёный в области педагогики, организатор образования, доктор педагогических наук (1982), профессор (1985). Действительный член РАО (2007; член-корреспондент РАО с 1996 года).

## Биография
Родилась 20 октября 1930 года в Ашхабаде.
С 1947 по 1952 год обучалась в Туркменском государственном университете имени М. Горького, с 1952 по 1956 год проходила обучение в аспирантуре при этом институте. С 1956 по 1972 год на педагогической работе в этом институте в должностях старшего преподавателя и заведующая кафедрой русского языка.
С 1972 по 1992 год на научной работе в НИИ преподавания русского языка в национальной школе АПН СССР в должностях старшего научного сотрудника и заместителя директора этого института. С 1992 по 1995 год — директор Исследовательского центра преподавания русского языка РАО. С 1995 по 2011 год — директор Центра филологического образования Института содержания и методов обучения РАО.
В 1964 году Елена Быстрова защитила диссертацию на соискание учёной степени кандидат филологических наук по теме: «Из истории русской литературоведческой терминологии первой половины XIX века», в 1982 году — доктор педагогических наук по теме: «Теоретические основы обучения русской фразеологии в национальной школе». В 1985 году приказом ВАК ей было присвоено учёное звание профессор. В 1996 году была избрана член-корреспондентом РАО по Отделению общего среднего образования, в 2007 году — действительным членом РАО.
Елена Быстрова являлась автором более 250 научных работ в области фразеологии,
словообразованию, лексикологии и лексикографии, под её непосредственном участии было защищено около 47 кандидатских и докторских диссертаций.
Скончалась 7 января 2011 года в Москве на 81-м году жизни.

## Награды
Основной источник:
- Медаль К. Д. Ушинского